# Sophiit
Sophiit (auch Sofiit) ist ein sehr selten vorkommendes Mineral aus der Mineralklasse der „Oxide und Hydroxide“ mit der chemischen Zusammensetzung Zn[4]Zn[6][Cl2|SeO3] oder vereinfacht Zn2[Cl2|SeO3] und damit chemisch gesehen ein Zink-Selenit mit zusätzlichen Chlorionen. Als enge Verwandte der Oxide und Hydroxide werden die Selenite in dieselbe Klasse eingeordnet.
Sophiit kristallisiert im orthorhombischen Kristallsystem und entwickelt tafelige, glimmerähnliche Kristalle und Aggregate sowie pseudohexagonale und „Schwalbenschwanz“-Zwillinge bis etwa fünf Millimeter Größe. In reiner Form ist Sophiit farblos und durchsichtig mit einem glas, fett- oder seidenähnlichen Glanz auf den Oberflächen. Durch vielfache Lichtbrechung aufgrund von Gitterfehlern oder polykristalliner Ausbildung kann er aber auch durchscheinend weiß sein. Nach längerer Zeit an der Luft kann sich Sophiit himmelblau färben. Seine Strichfarbe ist allerdings immer weiß.

## Etymologie und Geschichte
Erstmals entdeckt wurde das Mineral in Gesteinsproben, die nach der großen Spalteneruption (1975 bis 1976) am Vulkan Tolbatschik auf der Halbinsel Kamtschatka im russischen Föderationskreis Ferner Osten gesammelt wurden. Es ist das erste selenhaltige Mineral, das an diesem Fundort entdeckt wurde. Die Analyse und Erstbeschreibung erfolgte durch Lidija Pawlowna Wergassowa, Stanislaw K. Filatow, T. F. Semjonowa und T. M. Filossofowa (russisch: Л. П. Вергасова, С. К. Филатов, Т. Ф. Семенова, Т. М. Философова), die das Mineral als Sophiit (russisch Софиит; eigene englische Übersetzung Sophiite) bezeichneten, um ihre Verdienste von Sofja Iwanowna Naboko (russisch Софья Ивановна Набоко; 1909–2005) als Begründerin russischen Vulkanologie zu ehren.
Das Mineralogenteam um Vergasowa reichte seine Untersuchungsergebnisse und den gewählten Namen 1987 bei der International Mineralogical Association ein (interne Eingangs-Nr. der IMA: 1987-028), die den Sophiit als eigenständige Mineralart anerkannte. Die Publikation der Erstbeschreibung folgte zwei Jahre später im russischen Fachmagazin Sapiski Wsessojusnogo Mineralogitscheskogo Obschtschestwa (russisch Записки Всесоюзного Минералогического Общества, englisch Zapiski Vsesoyuznogo Mineralogicheskogo Obshchestva) und wurde 1990 mit der Publikation der New Mineral Names im englischsprachigen Fachmagazin American Mineralogist nochmals bestätigt.
Das Typmaterial des Minerals wird in der Mineralogischen Sammlung der Staatlichen Bergbau-Universität Sankt Petersburg (ehemals Staatliches Bergbauinstitut) in Sankt Petersburg unter der Katalog-Nr. 1550/1 aufbewahrt.

## Klassifikation
Da der Sophiit erst 1987 als eigenständiges Mineral anerkannt wurde, ist er in der seit 1977 veralteten 8. Auflage der Mineralsystematik nach Strunz noch nicht verzeichnet.
Im Lapis-Mineralienverzeichnis nach Stefan Weiß, das sich im Aufbau noch nach dieser alten Form der Systematik von Karl Hugo Strunz richtet, erhielt das Mineral die System- und Mineral-Nr. IV/K.05-40. In der „Lapis-Systematik“ entspricht dies der Klasse der „Oxide und Hydroxide“ und dort der Abteilung „Sulfite, Selenite und Tellurite“, wobei in den Gruppen IV/K.01 bis 10 die Sulfite, Selenite und Tellurite mit Brugruppen [XO3]2− und Verwandte eingeordnet sind. Sophiit bildet hier zusammen mit Albertiniit, Allochalkoselit, Burnsit, Chloromenit, Georgbokiit, Gravegliait, Hannebachit, Ilinskit, Nicksobolevit, Orschallit, Parageorgbokiit und Prewittit die unbenannte Gruppe IV/K.05 (Stand 2018).
Die von der IMA zuletzt 2009 aktualisierte 9. Auflage der Strunz’schen Mineralsystematik ordnet den Sophiit in die erweiterte Abteilung der „Arsenite, Antimonite, Bismutite, Sulfite, Selenite, Tellurite und Iodate“ ein. Diese ist weiter unterteilt nach der möglichen Anwesenheit von zusätzlichen Anionen und Kristallwasser, so dass das Mineral entsprechend seiner Zusammensetzung in der Unterabteilung „Selenite mit zusätzlichen Anionen; ohne H2O“ zu finden ist, wo es als einziges Mitglied die unbenannte Gruppe 4.JG.15 bildet.
Die vorwiegend im englischen Sprachraum gebräuchliche Systematik der Minerale nach Dana ordnet den Sophiit dagegen in die Klasse der „Sulfate, Chromate und Molybdate“ und dort in die Abteilung und gleichnamige Unterabteilung der „Selenite, Tellurite und Sulfite“ ein. Hier ist er als einziges Mitglied in der unbenannten Gruppe 34.06.05 zu finden.

## Chemismus
In der (theoretisch) idealen, das heißt stoffreinen Zusammensetzung von Sophiit (Zn2(SeO3)Cl2) besteht das Mineral im Verhältnis aus zwei Zink-Kationen (Zn2+) sowie einem Selenit-Anion ((SeO3)2−) und für den Ladungsausgleich in der Verbindung zusätzlich zwei Chlor-Anionen (Cl−).
Diese Zusammensetzung entspricht einem Massenanteil (Gewichts-%) der Elemente von 39,80 Gew.-% Zn, 24,02 Gew.-% Se, 14,60 Gew.-% O und 21,57 Gew.-% Cl oder in der Oxidform aus 49,53 Gew.-% ZnO, 33,76 Gew.-% SeO2 und 21,58 Gew.-% Cl (–O = Cl2 = 4,87 Gew.-%).
Insgesamt 38 Mikrosondenanalysen am Typmaterial vom Tolbatschik ergaben dagegen eine leicht abweichende durchschnittliche Zusammensetzung von 47,83 Gew.-% ZnO, 34,48 Gew.-% SeO2 und 22,26 Gew.-% Cl (–O = Cl2 = 5,02 Gew.-%) sowie zusätzlich 0,19 Gew.-% CuO und 0,35 Gew.-% PbO, die einen Teil des Zinks in der Formel vertreten (Substitution, Diadochie) können. Aus diesen Werten errechnet sich die empirische Formel (Zn1,92Cu0,01Pb0,01)Σ=1,94(Se1,02O2,94)Σ=3,96Cl2,06, die zur eingangs genannten Formel idealisiert wurde.

## Kristallstruktur
Sophiit kristallisiert in der orthorhombischen Raumgruppe Pccn (Raumgruppen-Nr. 56) mit den Gitterparametern a = 10,25 Å; b = 15,22 Å und c = 7,67 Å sowie 8 Formeleinheiten pro Elementarzelle.

## Bildung und Fundorte
Sophiit bildet sich als Sublimationsprodukt aus vulkanischen Gasen an Fumarolen bei einer Temperatur von 180 bis 230 °C. Als Begleitminerale treten unter anderem Burnsit, Chalkocyanit, Chloromenit, Cotunnit, Dolerophanit, Georgbokiit, gediegen Gold, Halit, Ilinskit, Piypit, Ponomarevit, Sylvin und Tenorit auf. Des Weiteren fanden sich baumwollähnliche hygroskopische Emanationen mit Zink und Chlor, die zusammen mit Sophiit kleine Brüche und Zwischenräume zwischen magmatischen Gesteinsklasten füllen.
Am Tolbatschik auf Kamtschatka fand sich das Mineral außer in den Fumarolefeldern der großen Spalteneruption noch am nördlichen Durchbruch im Fumarolenfeld des ersten Schlackenkegels und an der Fumarole Nowaja am zweiten Schlackenkegel sowie an der Fumarole Glawnoje am südlichen Durchbruch. Weitere Fundorte in Russland sind bisher nicht bekannt.
Der bisher einzige weitere dokumentierte Fundort ist der Vulkan Poás in der Provinz Alajuela in Costa Rica (Stand 2020). Ein weiterer Fundort im Bergbaugebiet um Lavrio in der griechischen Region Attika konnte noch nicht verifiziert werden und gilt daher bislang als fraglich.